# Hermannsborg
Hermannsborg (estniska: Hermanni linnus; tyska: Hermannsburg), även känd som Narvas fästning, är en medeltida borg. Den ligger i staden Narva i Estland på västra stranden av Narvafloden som är en gränsflod mot Ryssland. På andra sidan floden ligger den ryska fästningen Ivangorod. Hermannsborg rymmer idag Narva Museum.

## Borgens historia
I mitten av 1200-talet erövrade den danske kungens vasall Otto von Lüneburg och hans halvbror Dietrich von Kyvel östra Estland. Vid floden Narva, där den gamla handelsvägen gick längs Kullaån, Rosån och Luga till Novgorod, anlade danskarna en gränsfästning i trä som första gången nämns år 1256.  På samma plats hade tidigare funnits en estnisk befästning och byn Narvia. I skydd av den nya borgen växte byn till staden Narva, som under första hälften av 1300-talet fick lybsk rätt. År 1294 brändes fästningen av trupper från Novgorod. Omkring år 1300 började danskarna bygga upp fästningen i sten. Det var ursrpungligen ett litet kastell med ett torn i nordväst, föregångaren till dagens Hermannstorn. Senare byggdes en liten förborg i norr. År 1342 brände ryska trupper ned Narvas fästning och stad men båda återställdes snart. En stor förborg byggdes sedan på västra sidan av kastellet. Där kunde stadens invånare ta skydd i krigstider.
År 1346 sålde Danmark Estland till Tyska orden och Hermannsborg blev Ordens östligaste utpost. Orden byggde om bostadshuset till ett typiskt konventshus och gården omgavs av  träbryggor för skyttar längs murarna. Hermannstornet höjdes 1492 då moskoviterna byggde borgen Ivangorod mittemot på andra sidan floden. Orden byggde också en mur kring staden som var befäst med sju torn.

### Svenska tiden
Narva bombarderades 1558 från Ivangorod och staden började brinna. Slottsbefästningen såg sig också tvungen att överlåta fästningen åt ryssarna som innehade den till år 1581. Under det Nordiska tjugofemårskriget kom den svenske överbefälhavaren Pontus De la Gardie till Narva och strax efter anlände också den svenska flottan. Den 6 september 1581 erbjöds Hermannsborgs besättning möjlighet att kapitulera men då svaret blev nekande stormade svenskarna fästningen. Även Ivangorod erövrades av svenskarna och staden Narva plundrades.
Ordens refektorium i den västra flygeln av konventshuset byggdes om till en bostad för den svenska slottsherren och nya stora fönsteröppningar bröts upp för detta. År 1586 byggdes den stora stensalen på den västra borggården. År 1638 exploderade krutförrådet i Herrmanstornet men tornet kunde repareras. Samma år byggdes också den numera rivna arsenalen på den västra förgården. Efter freden i Stolbova gjordes Ingermanland år 1642 till ett svenskt guvernement, som styrdes av en guvernör på slottet i Narva. Åren 1676-1680 på gick större arbeten på fästningen. Främst gällde det bastionen Wrangel, som tillkom för att skydda boskapsporten. År 1683 uppgjorde arkitekten, krigsrådet Erik Dahlbergh en plan för fästningens stärkande. Byggnadsarbetena pågick ända till år 1704 då svenskarna förlorade fästningen. Planen omfattade åtta bastioner norr och väster om fästningen varav man hann bygga sex. 

### Ryska tiden
Från den ryska erövringen fungerade Narva som fästningsstad ända till 1863. I början av 1800-talet såldes fästningsarkivet till en lokal sillhandlare. År 1822 slutfördes byggandet av Västra porten mellan bastionerna Triumph och Fortuna. I mitten av 1800-talet vidtog ett större restaureringsarbete i fästningen men det avbröts av Krimkrigets utbrott 1853. Före kriget hade en bastubyggnad uppförts i västra förborgen. Efter kriget byggdes Nikolais kyrkomanege som på vardagar användes för inomhusritt men på veckoslutet var en kyrka. År 1863 då fästningen förlorade sin ryska, militära besättning inleddes ett restaureringsarbete med museala syften. Den 3 mars 1918 intog tyska trupper Narva och dess fästning och detta varade till den 28 november då de tyska trupperna drog sig tillbaka. 

### Estland och Sovjetunionen
Under Estlands första republik var 1. infanteriregementet inkvarterat i fästningen. Under andra världskriget skadades fästningen illa. År 1950 inleddes renoveringsarbetena och den första etappen avslutades år 1986. Restaureringen har därefter fortsatt så att garnisonens bastubyggnad revs 1995. Den norra förborgen restaurerades 2007 och fick en utformning som föreställer en hantverkarstadsdel på 1600-talet. En större restaurering inleddes år 2016 då den renoverade konventsbyggnaden fick en permanent utställning. Därefter renoverades innergården och murverken reparerades. Museet verkar nu i den äldsta delen av slottet och i Hermannstornet. Vid de kvarvarande bastionerna ligger idag en slottspark.

## Bilder

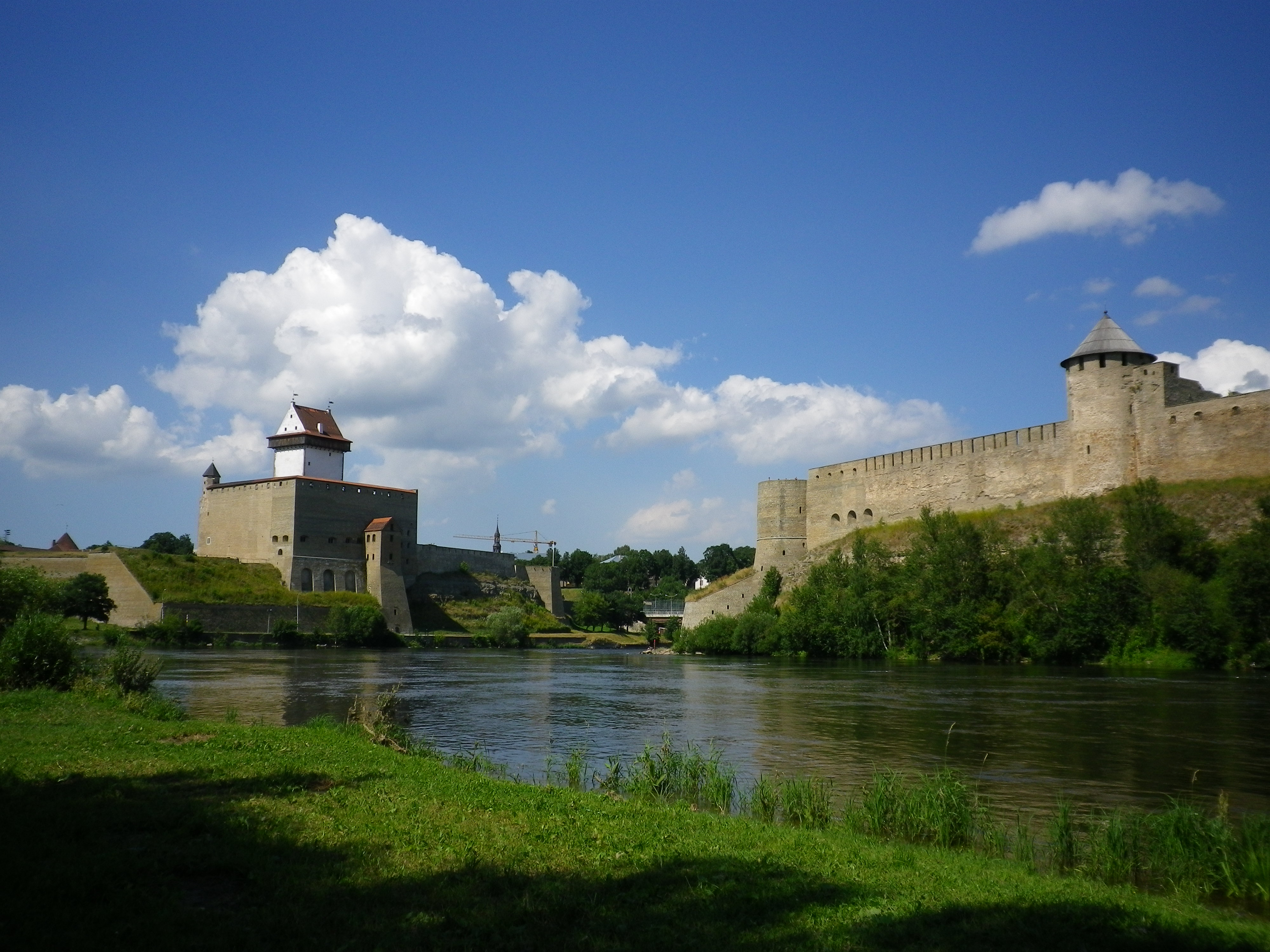
Herrmannsborg och Ivangorod från söder
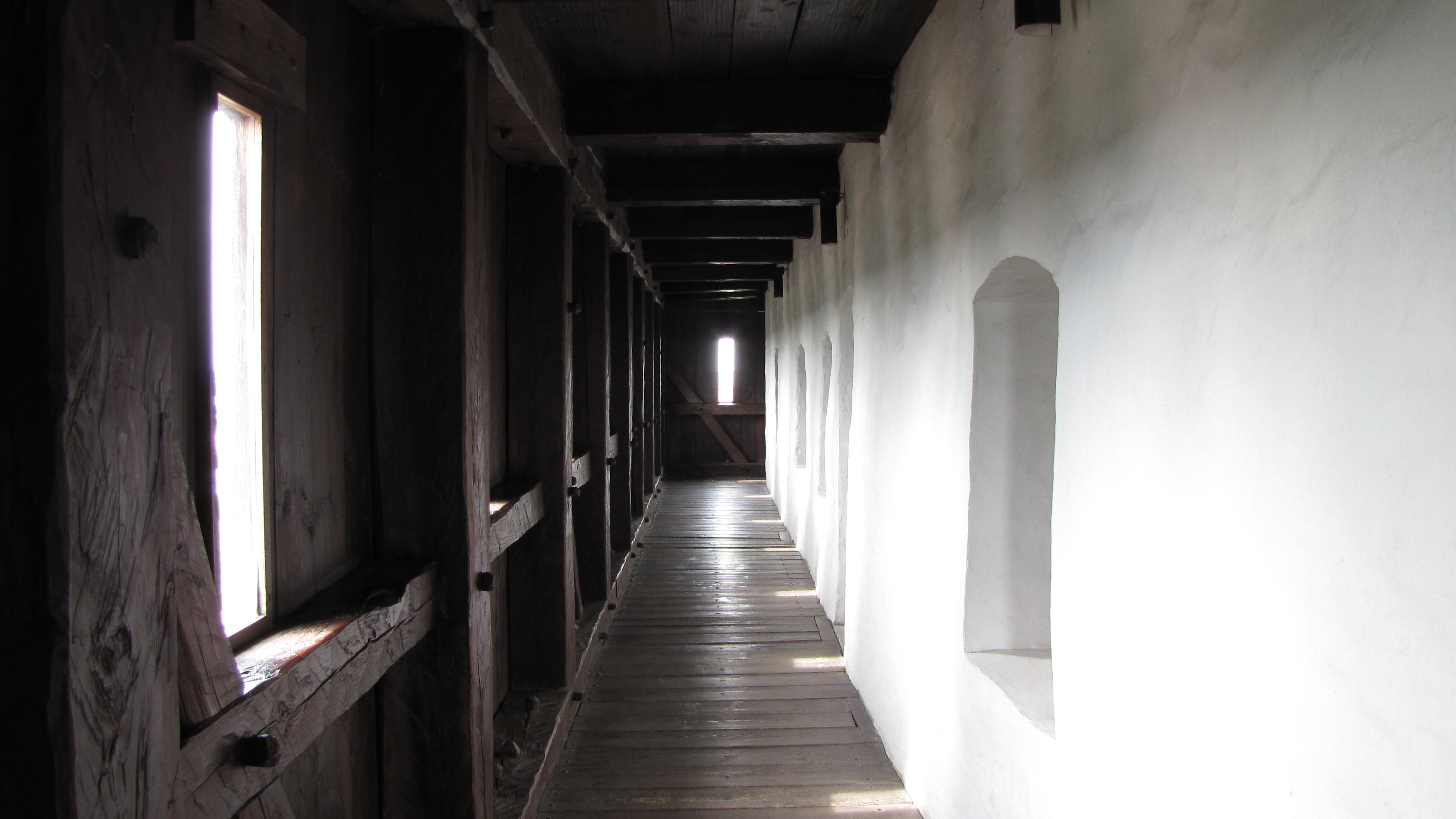
Skyttegång i konventshuset
Narva med befästningar på 1600-talet (Skoklosters samling)
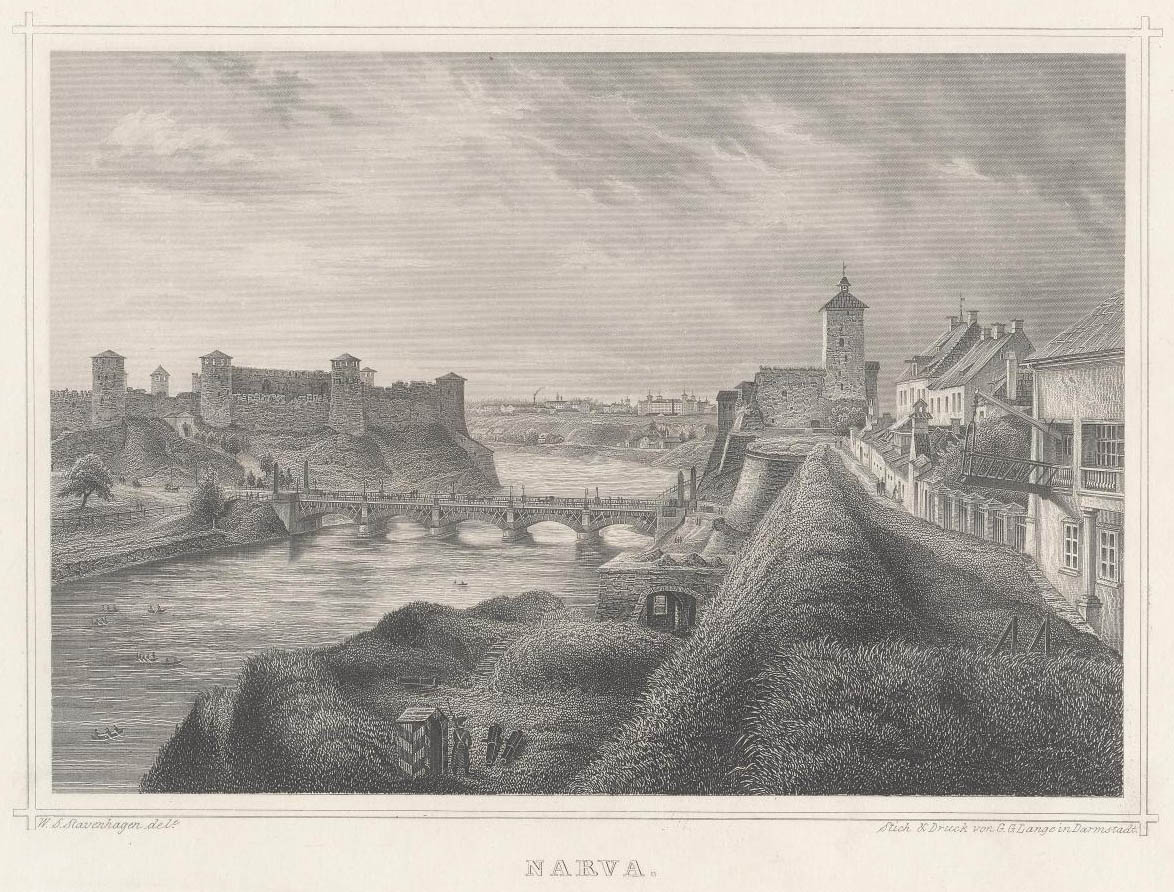
Bastionerna vid Narvafloden (1867)
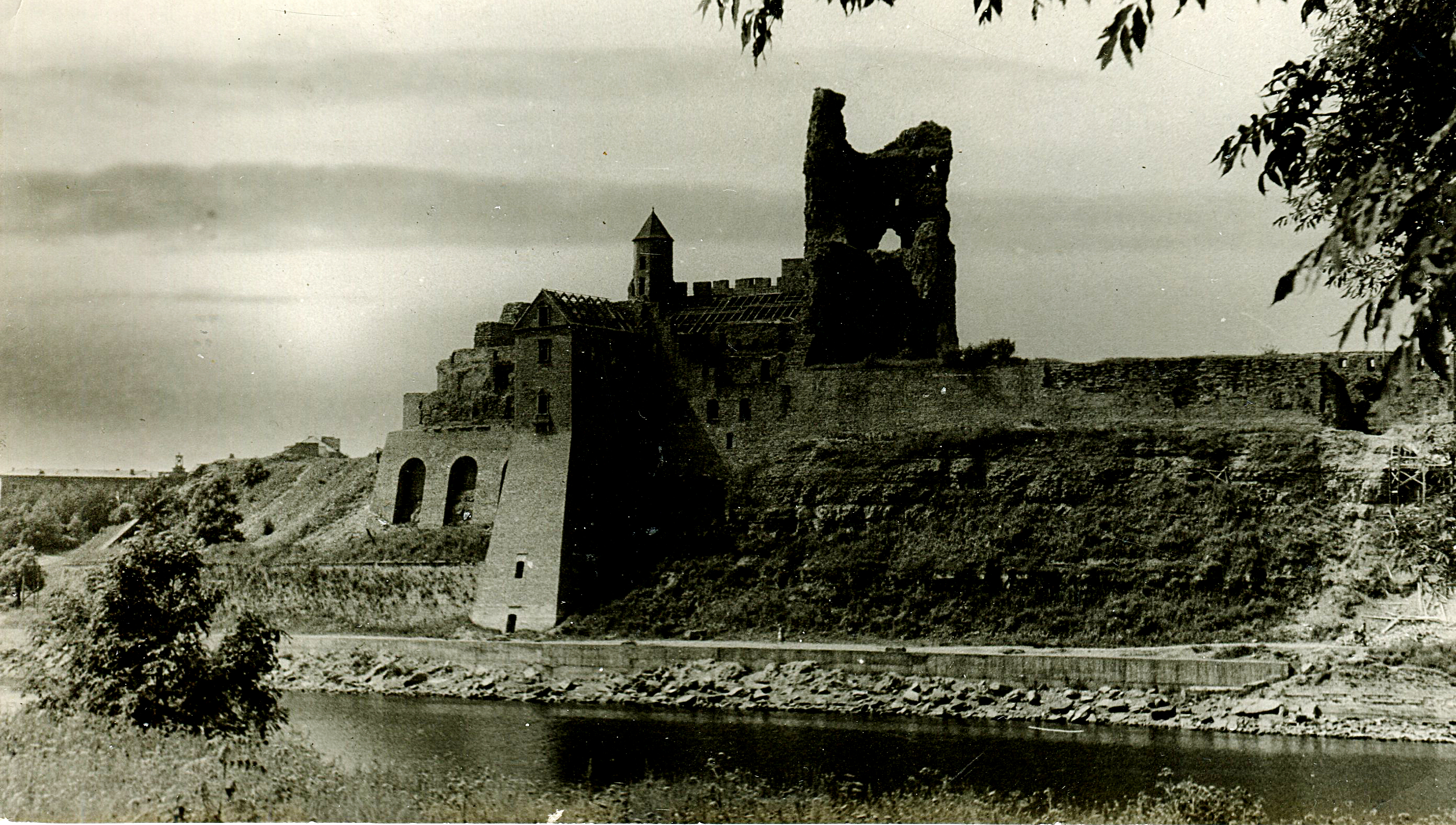
Hermannsborg under de första efterkrigsåren

### Webbkällor
- Burgenwelt – Herrmannsburg
- Lundén, T: Border twin cities in the Baltic Area. Anomalies or nexuses of mutual benefit? , Twin Cities. Urban Communities, Borders and Relationships over Time, Routledge 2018, London, s. 232-245